# Neottia
Neottia é um género botânico pertencente à família das orquídeas (Orchidaceae).